# Masahiro Hasemi
Masahiro Hasemi (長谷見 昌弘, Hasemi Masahiro - 13 de Novembro de 1945, em Tóquio) é um ex-piloto de Fórmula 1 do Japão. Disputou apenas uma corrida, o Grande Prêmio do Japão de 1976 (Fórmula 1), pela equipe Kojima. Nessa corrida, Hasemi conseguiu a maior façanha, até então de um piloto japonês na F-1: fez a volta mais rápida, feito igualado por seu conterrâneo, Satoru Nakajima, 13 anos depois.

### Fórmula 1[1]
(Legenda)
| Ano  | Equipe             | Chassis    | Motor                | 1   | 2   | 3   | 4   | 5   | 6   | 7   | 8   | 9   | 10  | 11  | 12  | 13  | 14  | 15  | 16       | Pontos | Posição  |
| ---- | ------------------ | ---------- | -------------------- | --- | --- | --- | --- | --- | --- | --- | --- | --- | --- | --- | --- | --- | --- | --- | -------- | ------ | -------- |
| 1976 | Kojima Engineering | Kojima 007 | Ford Cosworth DFV V8 | BRA | RSA | USW | ESP | BEL | MON | SUE | FRA | GBR | GER | AUT | HOL | ITA | CAN | EUA | JAP 11 D | 0      | NC (34º) |

### 24 Horas de Le Mans[2]
| Ano  | Equipe                           | Nº | Co-Pilotos                      | Chassi                      | Pneus | Classe | Voltas | Posição | Posição Na Categoria |
| Ano  | Equipe                           | Nº | Co-Pilotos                      | Motor                       | Pneus | Classe | Voltas | Posição | Posição Na Categoria |
| ---- | -------------------------------- | -- | ------------------------------- | --------------------------- | ----- | ------ | ------ | ------- | -------------------- |
| 1986 | Nissan Motorsport                | 32 | James Weaver Takao Wada         | Nissan R85V                 | D     | C1     | 285    | 16º     | 10º                  |
| 1986 | Nissan Motorsport                | 32 | James Weaver Takao Wada         | Nissan VG30ET 3.0L Turbo V6 | D     | C1     | 285    | 16º     | 10º                  |
| 1987 | Nismo Motorsport                 | 32 | Takao Wada Aguri Suzuki         | Nissan R87E                 | D     | C1     | 117    | DNF     | DNF                  |
| 1987 | Nismo Motorsport                 | 32 | Takao Wada Aguri Suzuki         | Nissan VEJ30 3.0L Turbo V8  | D     | C1     | 117    | DNF     | DNF                  |
| 1989 | Nismo Motorsport                 | 23 | Price Cobb Rob Dyson            | Nissan R89C                 | D     | C1     | 167    | DNF     | DNF                  |
| 1989 | Nismo Motorsport                 | 23 | Price Cobb Rob Dyson            | Nissan VRH35Z 3.5L Turbo V8 | D     | C1     | 167    | DNF     | DNF                  |
| 1990 | Nissan Motorsports International | 23 | Kazuyoshi Hoshino Toshio Suzuki | Nissan R90CP                | M     | C1     | 348    | 5º      | 5º                   |
| 1990 | Nissan Motorsports International | 23 | Kazuyoshi Hoshino Toshio Suzuki | Nissan VRH35Z 3.5L Turbo V8 | M     | C1     | 348    | 5º      | 5º                   |
| 1996 | Nismo                            | 23 | Kazuyoshi Hoshino Toshio Suzuki | Nissan Skyline GT-R LM      | B     | GT1    | 307    | 15º     | 10º                  |
| 1996 | Nismo                            | 23 | Kazuyoshi Hoshino Toshio Suzuki | Nissan 2.8L Turbo I6        | B     | GT1    | 307    | 15º     | 10º                  |